# Frazé
Frazé ist ein Ort und eine französische Gemeinde mit 488 Einwohnern (Stand: 1. Januar 2022) im Département Eure-et-Loir im Nordwesten der Region Centre-Val de Loire. Sie gehört zum Arrondissement Nogent-le-Rotrou und zum Kanton Brou.

## Lage
Frazé liegt etwa 40 Kilometer südwestlich von Chartres. Umgeben wird Frazé von den Nachbargemeinden La Croix-du-Perche im Westen und Norden, La Touche im Norden, Montigny-le-Chartif im Norden und Nordosten, Mottereau im Osten, Brou im Südosten, Dampierre-sous-Brou im Süden, Unverre im Süden und Südwesten, Luigny im Südwesten und Westen sowie Miermaigne im Westen.
Durch die Gemeinde führt die Autoroute A11.

## Bevölkerungsentwicklung
| Jahr                       | 1962 | 1968 | 1975 | 1982 | 1990 | 1999 | 2006 | 2013 | 2020 |
| Einwohner                  | 689  | 605  | 481  | 418  | 489  | 493  | 514  | 508  | 499  |
| Quellen: Cassini und INSEE |      |      |      |      |      |      |      |      |      |

## Sehenswürdigkeiten
- Kirche Notre-Dame aus dem 16. Jahrhundert, Monument historique seit 1981
- Schloss Frazé, seit 1948 Monument historique
- Herrenhaus von Le Châtellier, seit 1975 Monument historique
- Herrenhaus von Le Cormier, seit 1995 Monument historique

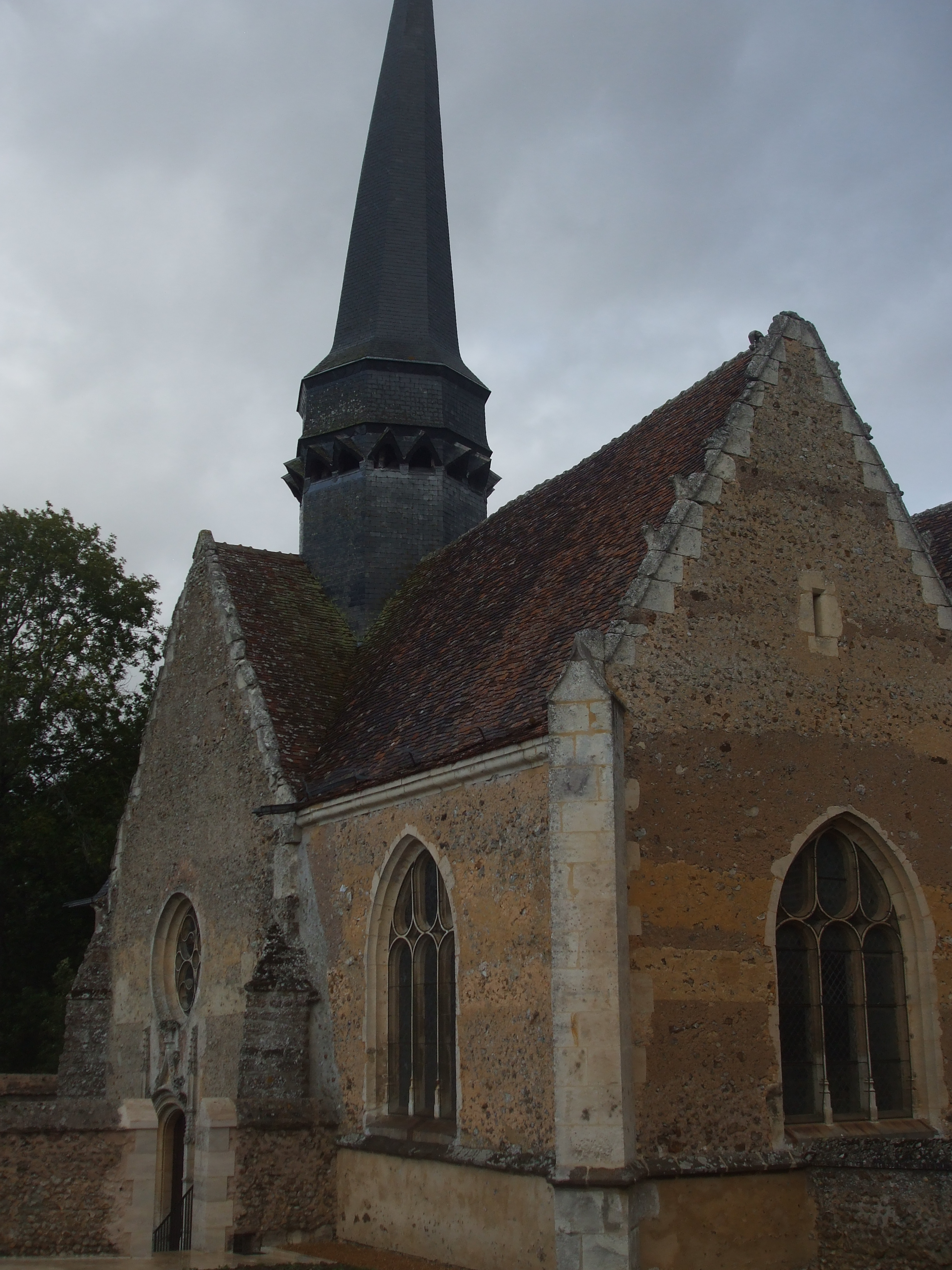
Kirche Notre-Dame
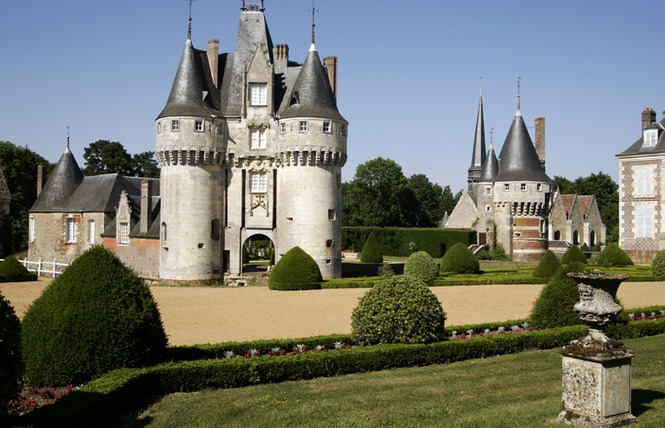
Schloss Frazé
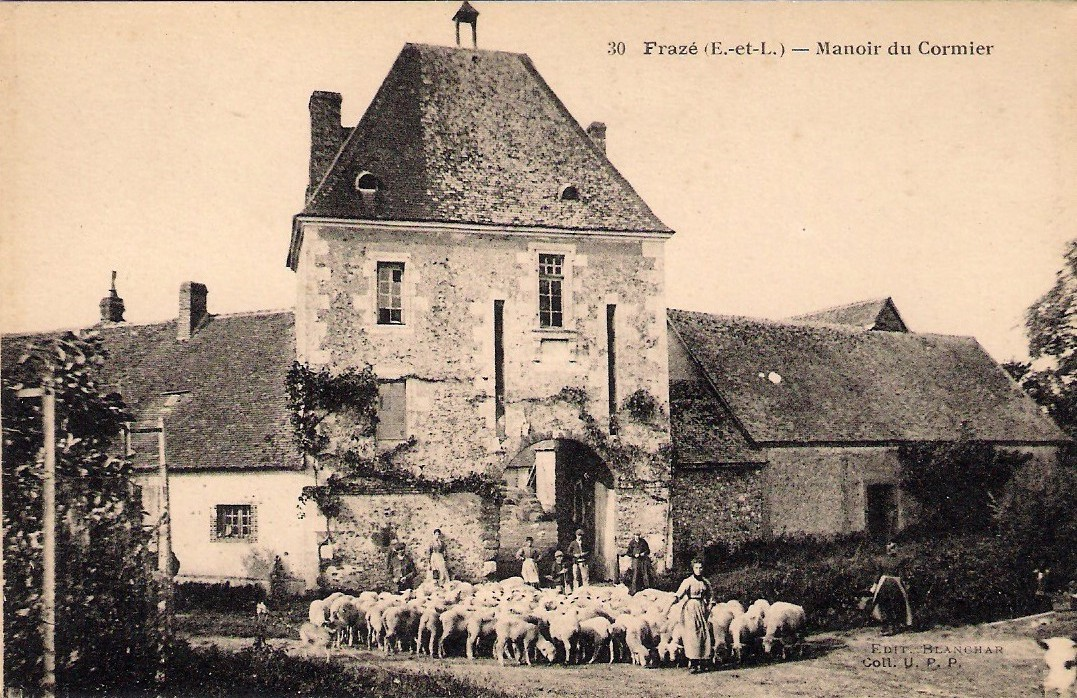
Alte Postkarte des Herrenhauses Le Cormier